# 袁軒冕
袁軒冕（？—？），字伯寵，山東章丘縣（今濟南市章丘區）人。明朝政治人物，嘉靖丙戌進士。

## 生平
正德十一年（1516年）丙子科山東鄉試舉人，嘉靖五年（1526年）丙戌科進士。授江西撫州府樂安縣知縣，調繁安福县知县，歷官直隸河間府知府。

## 家族
父袁弼、兄袁公冕、袁崇冕，皆进士。